# Piz Danis
Piz Danis är en bergstopp i Schweiz.   Den ligger i regionen Viamala och kantonen Graubünden, i den östra delen av landet, 160 km öster om huvudstaden Bern. Toppen på Piz Danis är 2 497 meter över havet, eller 267 meter över den omgivande terrängen. Bredden vid basen är 1,7 km.
Terrängen runt Piz Danis är huvudsakligen mycket bergig. Närmaste större samhälle är Chur, 12,6 km norr om Piz Danis. 
I omgivningarna runt Piz Danis växer i huvudsak blandskog. Runt Piz Danis är det glesbefolkat, med 10 invånare per kvadratkilometer.